# Кавгадый

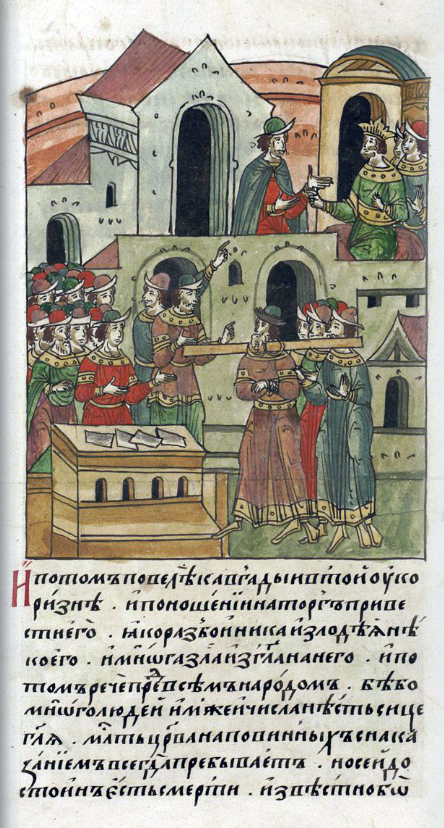
Кавгадый пленяет князя Михаила Тверского на торгу. Иллюстрация из Лицевого летописного свода

Кавгадый — приближённый хана Золотой Орды Узбек-хана, помогал Юрию Даниловичу, брату Ивана Калиты, в его борьбе с Михаилом Тверским, участвовал в Бортеневской битве, оклеветал тверского князя перед ханом и вместе с Юрием послал к нему убийц.
Вскоре после этого убийства, сам Кавгадый тоже внезапно умер в 1319 году.